# 祇苗島

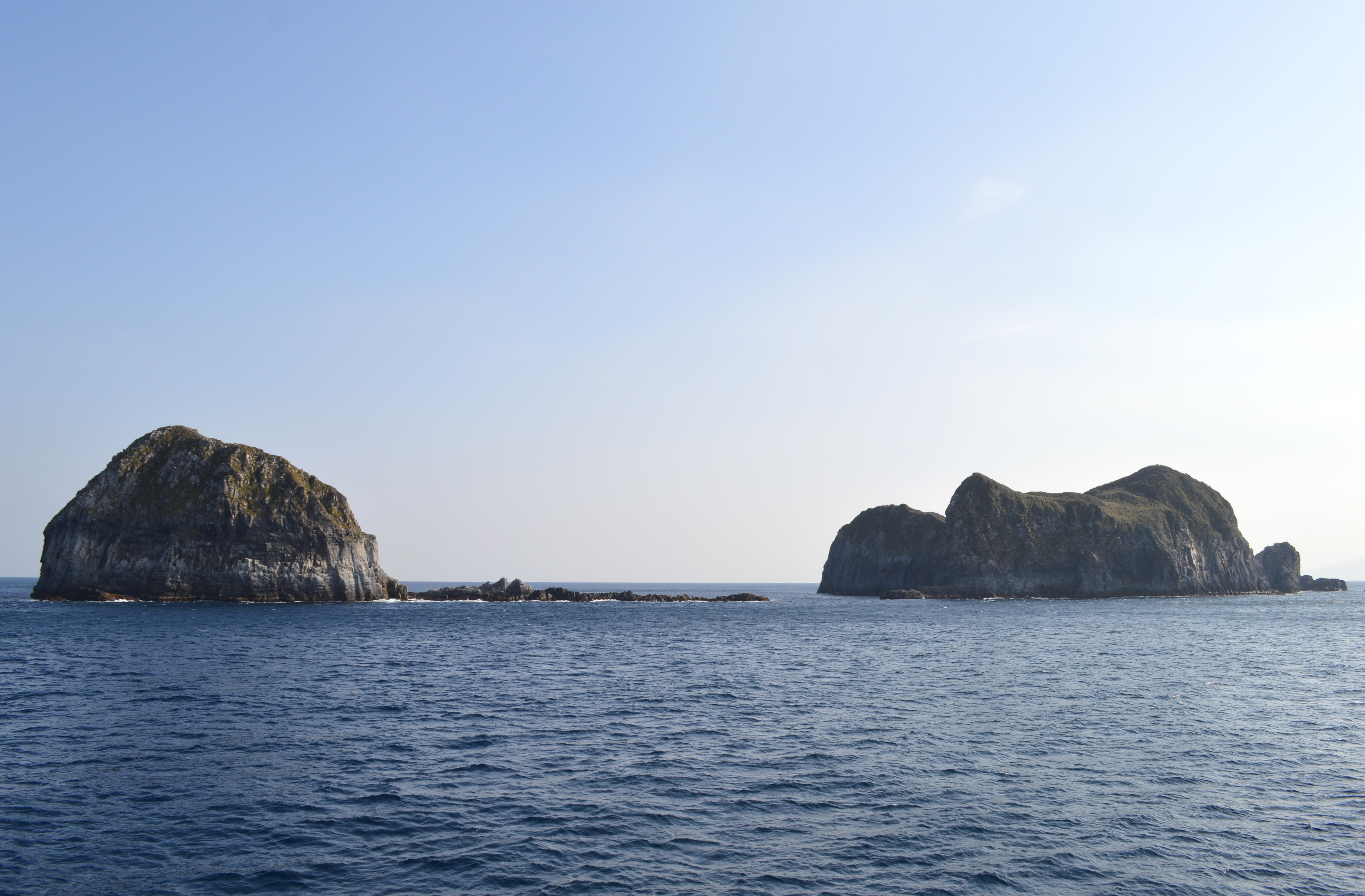
全景

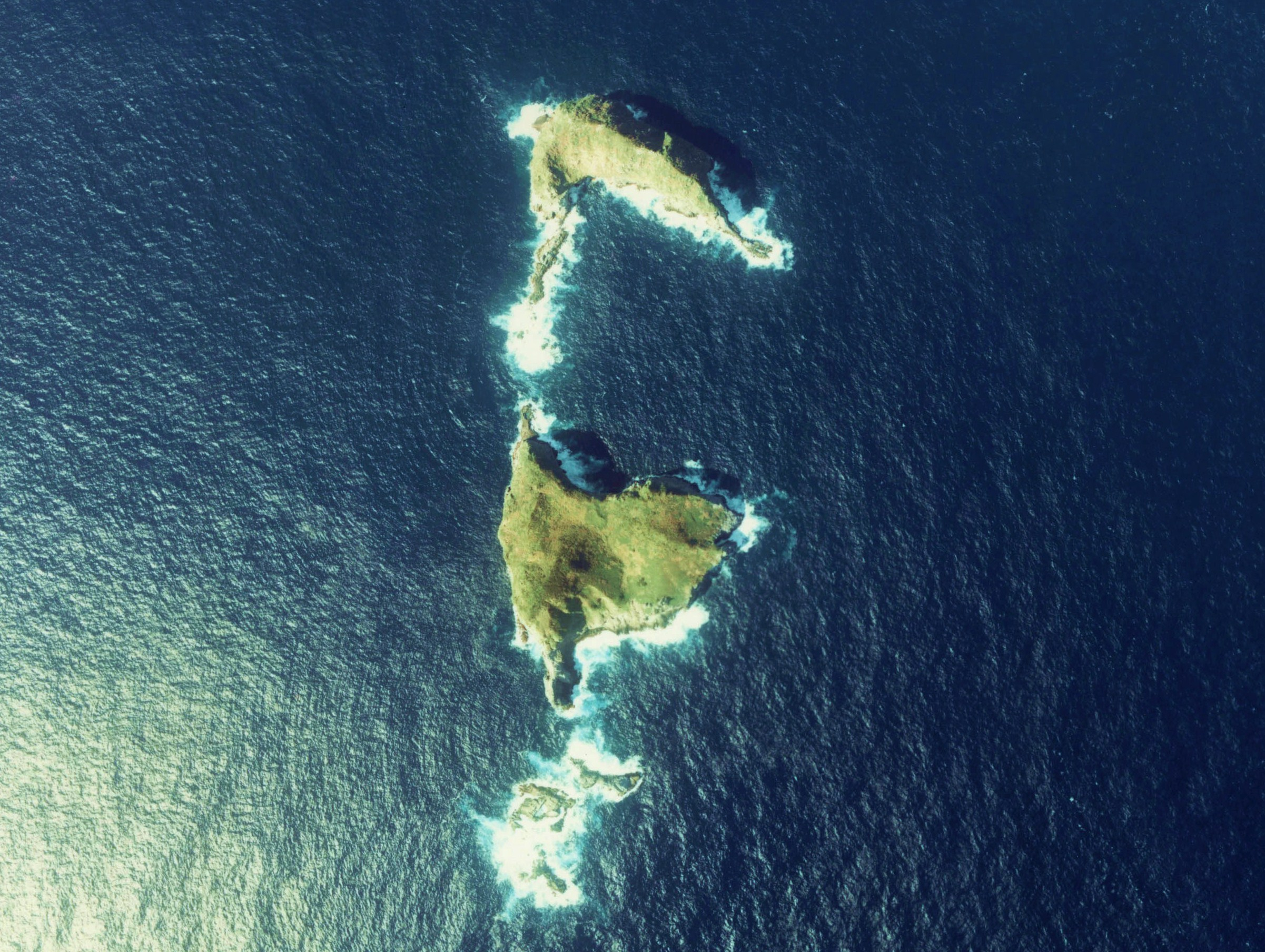
祇苗島付近の空中写真。（1978年撮影）

祇苗島（ただなえじま）は伊豆諸島に属し、神津島の多幸湾の東方に浮かぶ無人島。行政上は東京都神津島村に属する。

## 地理と生態系
北方にある「陸の祇苗島」および南方にある「沖の祇苗島」の二つの島と、周辺の岩礁群からなる。神津島からは遊漁船で45分程度の位置にある。GPSを利用した測量による地殻変動の調査が行われている。
海鳥の繁殖地として知られる。沖の祇苗島には明確な巨大化を示すシマヘビの島嶼個体群が生息。海鳥の産卵期にはアオダイショウやシマヘビなどの多数のヘビ類がみられることからへび島とも言われる。

## 位置情報
- 北緯34度12分25秒 東経139度11分28秒 / 北緯34.20694度 東経139.19111度
- - ［南東］ - 地理院地図
- 34.206944, 139.191111 (祇苗島) - Google マップ